# Vääräjärvi (sjö i Lappland, lat 66,40, long 28,22)
Vääräjärvi är en sjö i Finland. Den ligger i kommunen Posio i landskapet Lappland, i den norra delen av landet, 700 km norr om huvudstaden Helsingfors. Vääräjärvi ligger 237,4 meter över havet. Arean är 60,5 hektar och strandlinjen är 7,2 kilometer lång. Sjön  ingår i Kemi älvs huvudavrinningsområde. 